# Walter Calverley Trevelyan
Walter Calverley Trevelyan (31 mars 1797 - 23 mars 1879) est un naturaliste et géologue britannique.

## Biographie

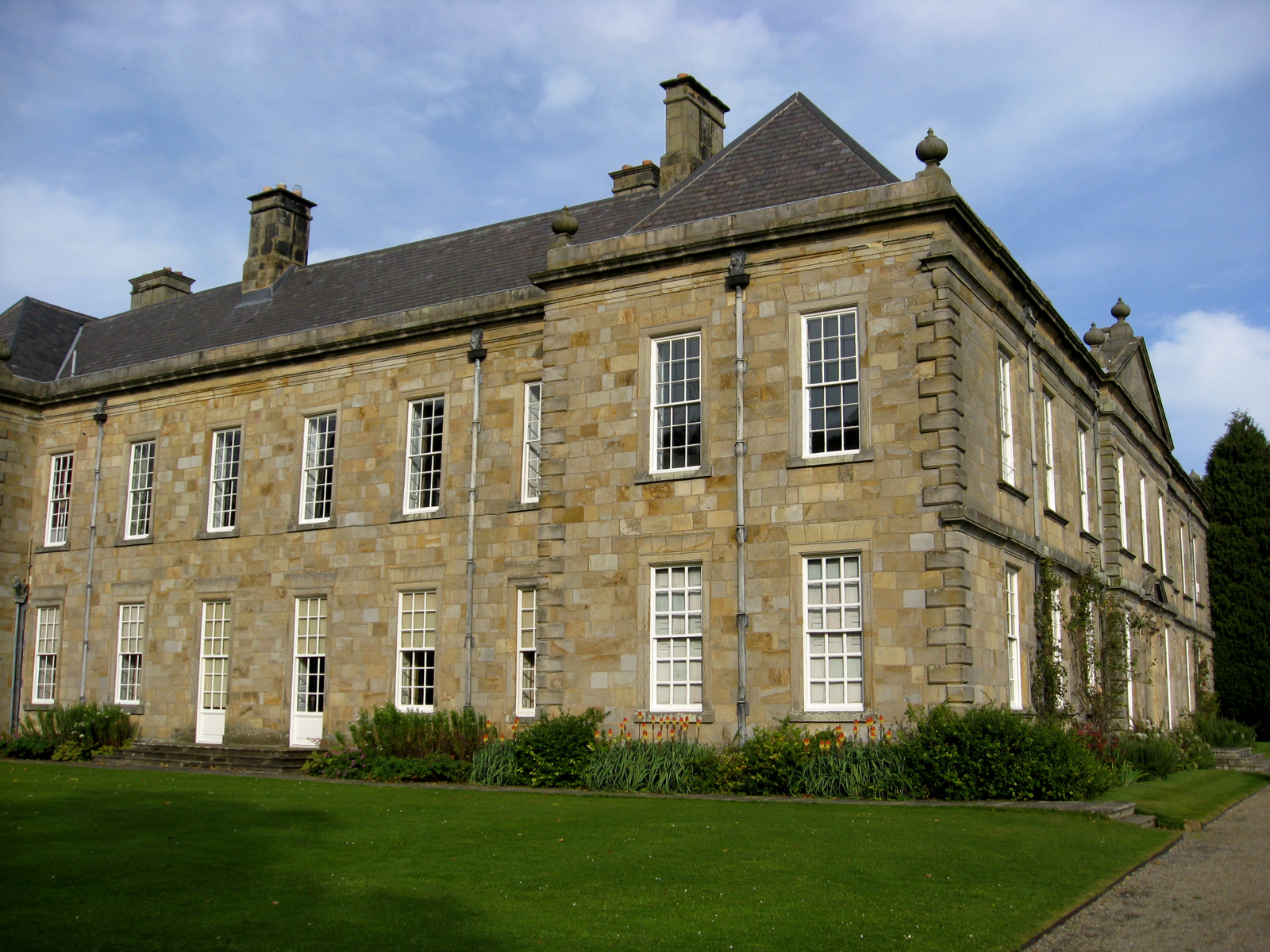
Wallington Hall

Il est né en 1797 à Newcastle-upon-Tyne, le fils aîné de Sir John Trevelyan, cinquième baronnet, de Nettlecombe, Somerset, et de sa femme Maria Wilson, fille de Sir Thomas Spencer Wilson de Charlton, Kent. La famille est Cornish, tirant son nom de Tre-Velian ou Trevelyan, près de Fowey.
Il fait ses études à Harrow School. Il s'inscrit à l'University College d'Oxford le 26 avril 1816, obtient un BA en 1820 et une maîtrise en 1822. L'année précédente, il se rend à Édimbourg pour continuer les études scientifiques qu'il avait commencées à Oxford.
En 1821, il visite les îles Féroé et publie dans le New Philosophical Journal (1835, vol. xviii.) un compte rendu de ses observations, qu'il réimprime en 1837 pour une diffusion privée. Entre 1835 et 1846, il voyage beaucoup dans le sud de l'Europe, mais la dernière année, il hérite du titre et des domaines familiaux du Somerset, du Devon, de Cornouailles et du Northumberland. Il est un propriétaire généreux et un agriculteur à l'esprit public, très connu pour son troupeau de Shorthorn.
Il est élu membre de la Société géologique de Londres (FGS) en 1817, et est également élu membre de la Royal Society of Edinburgh (FRSE) en 1822 et de la Society of Antiquaries en 1854. Pendant quelques années, il est président de l'Alliance du Royaume-Uni. La botanique et la géologie sont ses sciences préférées, mais il a aussi une excellente connaissance des antiquités et est un partisan libéral de tous les efforts pour l'augmentation des connaissances, entre autres de la construction des bâtiments du musée à Oxford. Il est un mécène libéral des beaux-arts et rassemble à Wallington Hall une bonne collection de livres curieux et de spécimens illustrant l'histoire naturelle et l'ethnologie. En collaboration avec son cousin, Sir Charles Edward Trevelyan, il édite les Trevelyan Papers (Camden Soc. 1856, 1862, 1872), à la troisième partie desquels une précieuse notice d'introduction est préfixée. Il publie, selon le catalogue de la Royal Society, quinze articles sur des sujets scientifiques, la majorité traitant de sujets géologiques dans le nord de l'Angleterre.
Il meurt à Wallington Hall le 23 mars 1879.

## Famille
Il se marie deux fois : le 21 mai 1835, avec Pauline Jermyn (décédée en 1866), fille du révérend le Dr Jermyn ; puis, le 11 juillet 1867, avec Laura Capel, fille de Capel Lofft, de Troston Hall dans le Suffolk. Comme les deux mariages sont sans enfant, le titre revient à son neveu, Sir Alfred Wilson Trevelyan (1831–1891), septième baronnet, mais il laisse la propriété dans le nord du pays à son cousin, Sir Charles Edward Trevelyan.
Son testament surprend Alfred, informé à la fin d'une longue lettre sur les méfaits de l'alcool. Alfred se lance un procès couteux mais infructueux pour le titre et la succession. Un biographe de la famille note que Walter a changé son testament en 1852, impressionné par le fils de son cousin; le jeune George Otto qui est l'un des visiteurs du couple et a reçu des indices sur le testament secret. Issu de la famille modeste d'un fonctionnaire, Charles est soudainement propulsé à une position de richesse.
Une tête de médaillon est introduite dans les décorations de la salle de Wallington ; un portrait à l'huile, peint par un artiste italien vers 1845, est à Nettlecombe, et une petite aquarelle (de Millais ) est en la possession de la veuve de Sir AW Trevelyan.